# Staphylinus caesareus
Espèce
Staphylinus caesareus, le staphylin à raies d'or, est une espèce d'insectes coléoptères prédateurs de la famille des Staphylinidae.

## Description
Le corps peut atteindre 25 mm de long ; il porte des stries de poils dorés au niveau de l'abdomen. Cette pubescence dorée se retrouve également à l'arrière du pronotum et à l'arrière de la tête (entre le coup et les yeux), ce qui le distingue des autres espèces du genre Staphylinus en Europe.

## Distribution
Le staphylin à raies d'or est répandu en Europe et en Amérique du Nord ; dans les zones montagneuses il est assez courant, mais il est rare ou absent dans les plaines.

## Biologie
Ces coléoptères chassent les larves de mouches sur les excréments, les détritus. Les larves allongées se cachent sous terre et, depuis leur trou, elles capturent les insectes qui passent à proximité.